# Heddi Karaoui
Heddi Karaoui, né le 1er novembre 1983 à Aix-en-Provence (France), est un lutteur, grappler et catcheur professionnel français.

## Carrière de lutteur
Heddi Karaoui commence à 12 ans par le judo sous l'influence de son père Nore Karaoui au sein de l'ASPTT de la ville de Sète.
Il intègre en 1998 la section Lutte du Lycée Climatique et Sportif Pierre de Coubertin au Centre National de Font-Romeu. Il s’y forme pendant 2 ans où il est entraîné par Pierre Parent et côtoie entre autres Steeve Guénot. Participant à de nombreuses compétitions en 2000, il termine notamment médaillé d’or aux Championnats de France Jeunes Promotion et, quelques mois plus tard, troisième du Championnat de France UNSS.
Après avoir marqué une pause afin de passer dans des catégories de poids plus lourdes, ce-dernier revient en 2003 pour les Championnats de France U20 où il est finaliste dans la catégorie des moins de 96 kg.
Souhaitant élargir son éventail technique, il se consacre aux techniques de soumission dès 2005. Convoqué pour représenter la France aux Championnats du Monde de Grappling 2007, organisés en Turquie, il est éliminé dans la catégorie des moins de 92Kg par le futur vainqueur, l’américain Malcolm Havens.
Fort de ses expériences, il devient en parallèle entraîneur et commence à coacher la section Jiu-Jitsu Brésilien de la Submission Team à Joinville-le-Pont.

## Carrière de catcheur
Souhaitant transitionner vers le Catch professionnel, Heddi Karaoui part pour les États-Unis en 2008. Il devient entraîneur-lutteur au L.A. Dojo, structure de développement fondée par l’ancien catcheur Antonio Inoki. Ayant créé sa nouvelle promotion, Inoki Genome Federation, et souhaitant capitaliser sur la diversité de son effectif, ce-dernier invite Karaoui a faire ses débuts dans le Catch lors de la Pro Wrestling Expo 2008. Au milieu d’autres talents internationaux, il devient le premier catcheur français à se produire au Japon depuis André le Géant.
Désormais lancé sur le circuit, il signe en 2009 un accord avec Nu-Wrestling Evolution, promotion italienne organisant des tournées Europe. Il participe à deux tours de la compagnie, ce qui lui permet de catcher pour la première fois en France.
Le 28 novembre de la même année, il participe à une démonstration de Catch lors de la A-1 World Combat Cup, organisée au Palais des Sports Gerland de Lyon.
Désireux de catcher le plus possible, Karaoui s’exile au Mexique en 2010. Dans ce pays connu pour sa florissante scène de Lucha Libre, il fait ses armes chez Revolution Free Style avant d’intégrer le circuit indépendant local grâce à des promotions comme IWL ou PERROS DEL MAL. Désormais bien installé en Amérique centrale, il propose également ses services comme entraîneur de Lutte auprès de diverses institutions, notamment la fédération costaricaine de Lutte.
Résident permanent au Mexique, Karaoui est invité en 2011 à des essais organisés par la WWE sur le territoire. Il alterne par la suite les combats entre sa nouvelle terre d’accueil, le Japon où il a ses entrées et l’Europe où il sert d’ambassadeur de la Lucha Libre. C’est grâce à ce statut de mexicain d’adoption qu’il est invité au Festival des Arts Martiaux de Paris-Bercy en 2014. Quelques mois plus tard, il participe à un spectacle de Catch en Corée du Nord. L’évènement, organisé à des fins diplomatiques par Antonio Inoki, voit deux français combattre devant Kim Jong-Un, Karaoui et Jérôme Le Banner.
Après près d’une décennie passée sur le territoire mexicain, où il est devenu un régulier de la promotion IWRG, Heddi Karaoui se retrouve au centre d’un reportage de Canal+. « Luchadores », film réalisé en 2019 par Rémi Vorano pour l’émission Sport Reporter, suit la vie des catcheurs mexicains avec le français comme guide privilégié. Le reportage sera, quelques semaines plus tard, présenté dans l’émission du Canal Sports Club.
Après une année 2020 compliquée pour l’industrie du Catch, notamment au Mexique où les pertes humaines dues au Covid-19 furent lourdes, le français solidifie sa place chez IWRG où il devient coach et recruteur. Il est l’un des juges officiant lors des essais internationaux de la compagnie organisés à l’Hiver 2021.
En Avril de la même année, il fait ses débuts professionnels aux États-Unis lors de la semaine de WrestleMania 37. Dans cette septaine où de nombreuses compagnies indépendantes viennent profiter de l’exposition médiatique pour organiser des combats, le français participe au show « Bloodsport 6 » coorganisé par la promotion GCW et l’ancien champion de l’UFC Josh Barnett. Il y perd contre Matt Makowski, ancien combattant de MMA devenu catcheur. Il enchaîne avec une tournée dans le sud-est du pays pour le compte de CCW, compagnie dont il obtient le titre Southeastern.
Il revient temporairement en France à l'été 2022 où il multiplie les dates pour de nombreuses promotions françaises (AYA, Rixe, Hexagon Catch, TPW et HPW) avant de reprendre les tournées nord-américaines.
En 2023, il participe à la Coupe du Monde de Catch organisé par la compagnie AAA où il fait partie de l'équipe européenne, aux côtés des britanniques Thom Latimer et Joe Hendry.  Les mois suivants signent l'ouverture d'une filière d'apprentissage de la lucha libre pour les catcheurs français. Plusieurs talents y prennent part, notamment Tony Trivaldo et Romain "Zaeken" Attard.
L'année 2024 marque un retour gagnant chez CCW et au tournoi Bloodsport avant de repartir pour l'Europe.

## Palmarès
- International Catch Wrestling Alliance (ICWA)
  - XTC Hardcore Championship (1 fois)
- Coastal Championship Wrestling (CCW)
  - CCW International Championship (1 fois)
  - CCW Southeastern Heavyweight Championship (1 fois)
- Tenryu Project
  - Tenryu Project Six Man Tag Team Championship (1 fois) avec BUKI, Classic Kid et Ryuichi Kawakami
- International Wrestling Revolution Group (IWRG)
  - IWRG Intercontinental Middleweight Championship (1 fois)
- Xtreme Warriors Wrestling (XWW)
  - XWW Masters Championship (1 fois)
- World Wrestling Association (WWA)
  - WWA World Light Heavyweight Championship (1 fois)
- Total Wrestling Stars (TWS)
  - TWS Tag Team Championship (2 fois) avec Zumbi